# Fransérgio
Fransérgio Rodrigues Barbosa (Rondonópolis, 18 de outubro de 1990) é um futebolista brasileiro que atua como volante. Atualmente joga na Luverdense Esporte Clube.

## Carreira

### Início
Nascido em Rondonópolis, no Mato Grosso, Fransérgio começou nas categorias de base do Luverdense, tendo ido para o Sorriso em 2004 e sido emprestado para o Paraná em 2007 e ficando um ano, antes de retornar ao Sorisso para disputar a Copa São Paulo de Futebol Júnior de 2008 e ir para o Atlético Paranaense em 2008. Na base do Furacão, foi campeão do 15º Torneio Sub-19 de futebol, em Oberndorf, em cima do Borussia Dortmund nos pênaltis, tendo convertido sua cobrança. Além de atuar em todas as partidas, fez o gol da vitória de 1 a 0 contra o Young Boys nas semifinais.

### Atlético Paranaense e Paraná
Entre categoria de base e profissional, tendo jogado por quatro anos no Atlético. Em setembro de 2010, Fransérgio foi emprestado por um ano ao seu antigo clube de base, o Paraná, para disputar a Série B. Já de volta ao Atlético, marcou um gol no dia 13 de agosto de 2011, no empate de 2 a 2 com o São Paulo, em um jogo válido pelo Campeonato Brasileiro.

### Internacional
Fransérgio estreou pelo Internacional no dia 5 de fevereiro de 2012, no empate de 2 a 2 com o Grêmio, em jogo válido pelo Campeoanto Gaúcho. Na ocasião, o volante entrou aos 66 minutos e substituiu o meia argentino Jesús Dátolo. Um dia depois, mesmo já tendo atuado, Fransérgio foi apresentado à imprensa.

#### Empréstimos
Em maio de 2012, Fransérgio acabou sendo emprestado ao Criciúma. Sem chances no Tigre, em dezembro do mesmo ano foi anunciado como reforço do Ceará. Depois, em maio de 2013, acumulou mais um empréstimo, dessa vez para o Guaratinguetá. Pelo clube paulista, o volante atuou em 15 jogos e marcou um gol, na vitória por 3 a 0 sobre o Icasa, no dia 13 de julho.

### Marítimo
Em janeiro de 2014, Fransérgio foi anunciado pelo Marítimo, assinando por dois anos e meio com o clube. O seu empresário na época, Marcelo Lipatín, também já havia jogado no clube. Em sua primeira temporada pelo time de Madeira, atuou em sete partidas e fez um gol, na vitória de 3 a 1 contra o Académica de Coimbra em 19 de abril.
O volante marcou dois gols no dia 28 de setembro de 2014, na goleada por 4 a 0 sobre Vitória de Guimarães, no Estádio dos Barreiros, onde todos os gols foram feitos no 1º tempo.
Fransérgio disputou duas finais consecutivas da Taça da Liga pelo clube de Funchal, porém ambas foram perdidas para o Benfica, e marcou um pênalti neste último encontro em 20 de maio de 2016, em uma derrota de goleada por 6 a 2 no Estádio Cidade de Coimbra. Teve nessa sua temporada mais artilheira da carreira, fazendo cinco gols, incluindo um doblete contra o Vitória de Guimarães no dia 17 de abril, na vitória por 3 a 0.

### Braga
Em janeiro de 2017, foi anunciado como novo reforço do Braga juntamente com Dyego Sousa para a temporada, assinando por cinco anos e dando ao Marítimo uma parte de qualquer transferência posterior. Realizou sua estreia em 27 de julho, no empate 1 a 1 com o AIK na primeira mão da terceira pré-eliminatória da Liga Europa da UEFA, seu primeiro jogo em competições continentais. Atuou em nove partidas e marcou quatro gols nesta Liga Europa, incluindo mais um doblete na vitória em casa por 3 a 1 sobre o Hoffenheim, no último jogo da fase de grupos, em 23 de novembro.
Em 13 de setembro de 2019, Fransérgio recebeu um cartão vermelho direto no final de uma derrota por 1 a 0 para o Vitória de Guimarães por ter intenção de atingir José Semedo, segundo detectado por um árbitro assistente de vídeo. Participou de 4 jogos da campanha vitoriosa que culminou no título da Taça da Liga de 2020–21, marcando na vitória de 4 a 1 do grupo final sobre o Paços de Ferreira a 22 de dezembro. Em 12 de fevereiro de 2020, prorrogou o seu contrato até 2024 com uma cláusula de rescisão avaliada em 20 milhões de euros.
Em 25 de outubro de 2020, Fransérgio foi expulso após se envolver em uma briga com Jorge Fernandes do Vitória de Guimarães, tendo sido punido com três jogos fora e Fernandes com dois. Terminou a temporada 2020–21 com oito gols marcados, igualando a sua temporada mais goleadora em 2015–16 quando ainda atuava pelo Marítimo.
Em 31 de julho de 2021, fez o gol do Braga na derrota de 2 a 1 para o Sporting, que acabou levando o título da Supertaça Cândido de Oliveira.
No total, Fransérgio disputou 149 jogos pelo clube português, tendo marcado 22 gols e distribuído 19 assistências.

### Bordeaux
Foi anunciado como novo reforço do Bordeaux em 25 de agosto de 2021, assinando por três anos e tendo custado 4,5 milhões de euros, podendo subir para 7,5 milhões de euros caso metas sejam batidas. Realizou sua estreia pelo clube francês em 28 de agosto, na derrota por 4 a 0 para o Nice, em jogo válido pela 3ª rodada da Ligue 1.
Na temporada 2022–23, Fransérgio atuou em 36 jogos na Ligue 2 sendo 33 vezes como titular, e marcou quatro gols. Disputou 64 partidas, fez dois quatro e distribuiu duas assistências, tendo rescindido seu contrato com clube francês em junho de 2023.

### Coritiba
Em 28 de junho de 2023, acertou sua ida para o Coritiba e foi anunciado como reforço da equipe, sendo a primeira contratação da era SAF do clube paranaense. Regularizado no BID em 6 de julho e apto para estrear, Fransérgio realizou sua estreia pelo Coxa no dia 8 de julho, na vitória por 2–1 sobre o Goiás, em jogo válido pela 14ª rodada do Campeonato Brasileiro. O volante teve boa atuação e destacou-se na marcação, criação e construção das jogadas ofensivas.

## Títulos
Braga
- Taça da Liga: 2019–20
- Taça de Portugal: 2020–21

Operário-PR
- Campeonato Paranaense: 2025[33]